# 玛莎·普林顿
玛莎·普林顿（英語：Martha Plimpton，1970年11月16日—），美国女演员。曾获得黄金时段艾美奖剧情类最佳女客串演员。